# Pedro Rodrigues Filho
Pedro Rodrigues Filho (Santa Rita do Sapucaí, Minas Gerais, 29 de octubre de 1954 — Mogi das Cruzes, São Paulo, 5 de marzo de 2023), conocido como Pedrinho Matador, fue un asesino serial brasileño que entre 1967 y 2003 asesinó a 71 personas, incluyendo a 43 convictos cuando ya estaba en prisión, entre ellos su padre. Aunque él mismo afirmó haber matado a más de 100 personas. Pedrinho Matador perseguía y mataba a narcotraficantes, violadores, asesinos y pedófilos.

## Biografía

### Comienzos
Rodrigues Filho solía contar que su carrera homicida comenzó a los catorce años. Su primera víctima habría sido el vicepresidente de Alfenas, que había acusado a su padre de robo; luego mató a quien se cree fue el verdadero ladrón. Sin embargo, según los registros policiales, Rodrigues Filho ya había matado a los 11 años de edad al narcotraficante Jorge Galvão, así como al hermano y cuñado de éste.
A los catorce años se escapó a Mogi das Cruzes, en el Gran São Paulo, donde se dedicó a robar y a asesinar a traficantes. Una de sus victimas fue un narcotraficante conocido como Botinha. Rodrigues Filho inició una relación con la viuda de Botinha tras asesinarlo; debido a eso, comenzó a hacerse cargo del negocio que pertenecía al difunto criminal, empezando a vender droga y a eliminar a la competencia hasta convertirse en uno de los criminales más temidos de su país.
Más tarde, tras separarse de su pajera anterior, comenzó una relación con una mujer llamada María Aparecida Olímpia. Un día la encontró muerta; había sido torturada y mutilada por un narcotraficante rival conocido como Chino. Tras averiguar quién era, irrumpió en una fiesta de bodas con cuatro amigos y mató, además de al asesino de María, a otras seis personas, y dejó 16 heridos. En aquel momento no había cumplido aún los 18 años.

### Arresto y sentencia

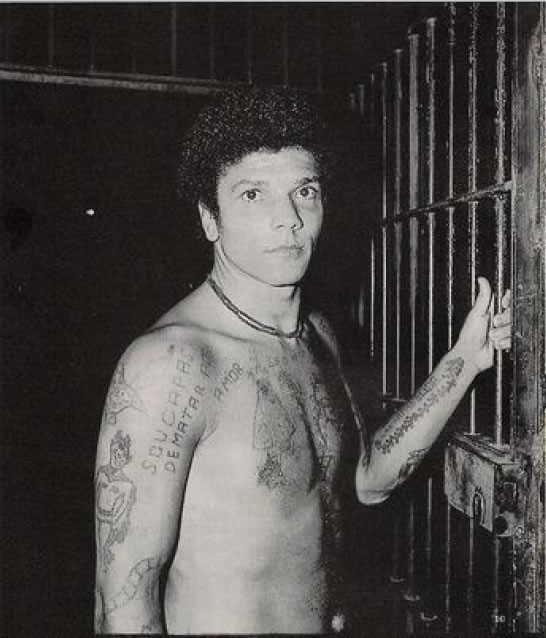
Pedrinho Matador en prisión, en 1991.

Fue condenado en 1973 a 128 años de prisión por 22 homicidios. Mientras era trasladado, y a pesar de estar esposado, asesinó al preso que iba con él en la parte trasera del vehículo policial, alegando que lo hizo porque era un violador.
A pesar de estar en la cárcel, sus asesinatos no se detuvieron, pues terminó con la vida de más de 43 presos criminales, incluyendo a su propio padre, a quien asesinó tras descubrir que había matado a su madre. Cuando se le preguntó por qué mataba a los presos, él respondió: «los violadores y los traidores no son buenas personas».
En un principio fue recluido en la penitenciaria de Araraquara. Pero en 1985, tras asesinar a 4 presos durante un motín, fue trasladado a la cárcel de Taubaté. Para 1986, ya se adjudicaban 40 asesinatos. En 1987, casi mata a golpes a Hosmany Ramos, uno de los presos más emblemáticos de la historia criminal de su país.
«Ha matado en la calle, en la cafetería, en su celda, en el patio e incluso en el 'bonde' —el furgón policial, en el lenguaje de los criminales—», aseguró un policía que fue entrevistado por la revista Época en 2006, en un reportaje sobre Rodrigues Filho.
Para ahorrarse explicaciones, se tatuó en uno de sus brazos la leyenda “Mato por Prazer” (Mato por Placer) para resumir su trabajo.
En un principio se tenía previsto que saliera de la cárcel en 2003, pero esto no se pudo debido a los asesinatos que cometió dentro de ahí. Por estos hechos, fue condenado a cuatrocientos años.

### Período en libertad
En 2007 se le dio la libertad ya que los nuevos códigos penales en Brasil no permiten que una persona esté más de treinta años seguidos en prisión (Rodrigues Filho pasó 34 años).
Durante su tiempo de libertad se dedicó a trabajar como vigilante. El 15 de septiembre de 2011 fue detenido nuevamente, pero esta vez por posesión ilegal de armas y participación en motines ilegales mientras estuvo en la cárcel. Fue liberado completamente en 2018.
Gracias al consejo de un amigo, creó un canal de YouTube, donde tiene videos explicando sus antecedentes delictivos y dando consejos a jóvenes y al público en general para no cometer actos que atenten contra la vida humana. El canal cuenta con miles de suscriptores y le permitió convertirse en una especie de celebridad en su lugar de residencia.

### Muerte
El 5 de marzo de 2023, a la edad de 68 años, Filho fue asesinado en Mogi das Cruzes, Región Metropolitana de São Paulo, frente a su residencia, cerca de las diez de la mañana. Según las investigaciones preliminares, dos hombres encapuchados salieron de un automóvil y dispararon a Pedrinho seis veces. No se tienen pistas de los sicarios.